# Arazhul
Arazhul (* 13. September 1997 in Pforzheim, bürgerlich Roman Fink) ist ein deutscher Webvideoproduzent, Influencer und Autor. Auf YouTube spielt er Minecraft, Roblox, Minigames oder nimmt Real-Life-Videos auf. Arazhul hat über 2,7 Millionen Abonnenten auf YouTube.

## Leben und Wirken
Arazhul stammt aus Baden-Württemberg. Er gab in einem Video preis, dass sein Vater aus Kazakhstan (Казахстан) und seine Mutter aus Moldawien (Молдавия) stammen.
Er besitzt keine abgeschlossene Berufsausbildung und ist hauptberuflich selbstständiger Webvideoproduzent. Seinen Lebensunterhalt verdient er über seine Videos sowie den Verkauf von Merchandiseprodukten.
Arazhul erstellte seinen YouTube-Kanal am 23. Juli 2012. Bekannt wurde er vor allem durch seine Videos zu dem Spiel Minecraft. Er selbst will bewusst eine vor allem sehr junge Zielgruppe ansprechen und kindgerechte Inhalte produzieren. Er gehörte in der Folge zu den erfolgreichsten Gaming-YouTubern Deutschlands. Ein Ausschnitt aus einem seiner Videos wurde 2012 in den RTL II News im Zusammenhang mit Hacking und Griefing gezeigt. Kritisiert wurde hierbei die eigene Belustigung vor dem Hintergrund des Schadens für andere.
Im Jahre 2018 führte die dpa-Tochter News aktuell eine Untersuchung der YouTuber-Szene hinsichtlich der Relevanz durch. Arazhul wurde hierbei auf Platz sechs der relevantesten deutschen YouTuber eingeordnet. Sein Musikvideo Fischgang wurde über 18 Millionen Mal aufgerufen.
Sein Buch Wie ich die Welt rettete und gleichzeitig eine 3− im Vokabeltest schrieb (2019) erreichte die Spiegel-Bestsellerliste, Platz 2 der Buchreport-Bestsellerliste in der Kategorie „Kinderbücher“ und die Zeit-LEO-Bestsellerliste März 2020.
Am 13. November 2022 veröffentlichte Arazhul ein Video, in dem er den Bau einer Schule in Malawi, Afrika, dokumentierte, die über 200 Kindern den Zugang zu Bildung ermöglicht. Die Schule wurde vollständig durch die Erlöse aus dem Verkauf seiner Merchandiseprodukte finanziert.

## Diskografie
Singles
- 2016: Disstrack gegen Lars(Arazhul)
- 2018: Fischgang (Arazhul feat. LarsOderSo)[8]
- 2020: Rappe nur das Gleiche (Arazhul feat. LarsOderSo)
- 2021: Taube (Arazhul feat. LarsOderSo)

## Buchveröffentlichungen
- Roman Fink und Adrian Richter: Wie ich die Welt rettete und gleichzeitig eine 3- im Vokabeltest schrieb. 5. Auflage. Community Editions, Köln 2019, ISBN 978-3-96096-116-1.
- Roman Fink und Adrian Richter: Wie ich in der Geisterschule nachsitzen musste. Community Editions, Köln 2020, ISBN 978-3-96096-143-7, S. 96.
- Roman Fink und Adrian Richter: Wie ich meine Hausaufgaben im Gefängnis gemacht habe. CE Community Editions GmbH (22. März 2021) ISBN 978-3-96096-164-2, S. 96
- Arazhul Comic Adventure #4 – Wie ich zu jung für die Schule geworden bin
- Arazhul Comic Adventure #5 – Wie ich in der Lucky-Blocks-Dimension auf Geschenksuche ging
- Arazhul Comic Adventure #6 – Wie ich im Raumschiff ein Alien nach Hause brachte
- Arazhul Comic Adventure #7 – Wie ich Meister der Träumer wurde
- Arazhul Comic Adventure #8 – Wie ich an einem Tag 100 Euro verdiente
- Arazhul Comic Adventure #9 – Wie ich zum Piratenkapitän wurde
- Lino – Das Rätsel des Ninja-Zaubers

## Auszeichnungen
- 2019 nominiert für den Goldene Kamera Digital Award in der Kategorie „Best of Let’s Play & Gaming“[13]

## Belege
1. ↑  Arazhul. In: adfluencer.de. Adfluencer, 2. September 2019, archiviert vom Original am 26. Juni 2020; abgerufen am 24. Juni 2020.
2. 1 2  Stuttgarter Nachrichten, Stuttgart Germany: Roman Fink im Interview: Arazhul: Das passiert, wenn Eltern YouTube und Instagram verbieten. In: stuttgarter-nachrichten.de. Archiviert vom Original (nicht mehr online verfügbar) am 7. August 2020; abgerufen am 22. Juni 2020.
3. ↑  Arazhul: ICH RUFE MEINEM KI KLON AN?! 6. November 2024, abgerufen am 4. März 2025.
4. 1 2 3  Wie das Netz uns verändert! In: zdf.de. zdf, 3. Februar 2019, abgerufen am 22. Juni 2020.
5. ↑  Darum muss man als YouTube-Star „schlau sein“. In: stern.de. 22. November 2019, abgerufen am 22. Juni 2020.
6. ↑  RTL II NEWS: RTL2 – GTA Online Hacker/Griefer + Arazhul HD. In: YouTube. Abgerufen am 22. Juni 2020.
7. ↑  news aktuell: BibisBeautyPalace, Paluten und Co.: Deutschlands erfolgreichste YouTuberinnen und YouTuber. In: Presseportal. news aktuell GmbH, 22. August 2018, abgerufen am 22. Juni 2020.
8. 1 2  Arazhul: FISCHGANG feat. LarsOderSo (Musikvideo). In: YouTube. 17. Juni 2018, abgerufen am 22. Juni 2020.
9. ↑  „Wie ich die Welt rettete und gleichzeitig eine 3- im Vokabeltest schrieb“ von Roman Fink und Adrian Richter. In: buchszene.de. 19. April 2020, abgerufen am 22. Juni 2020.
10. ↑  buchreport. In: buchreport.de. Abgerufen am 22. Juni 2020.
11. ↑  ZEIT ONLINE | Die ZEIT LEO-Bestsellerliste März. Abgerufen am 22. Juni 2020.
12. ↑  Video: WIR HABEN EINE ARAZHUL-SCHULE GEBAUT!
13. ↑  Best of Entertainment: YouTube GOLDENE KAMERA Digital Award: User entscheiden ab sofort über „Best Music Act“ und „Best of Let’s Play & Gaming“. In: goldenekamera.de. Abgerufen am 22. Juni 2020.

| Personendaten    | Personendaten                              |
| ---------------- | ------------------------------------------ |
| NAME             | Arazhul                                    |
| ALTERNATIVNAMEN  | Fink, Roman (wirklicher Name)              |
| KURZBESCHREIBUNG | deutscher Influencer und Webvideoproduzent |
| GEBURTSDATUM     | 13. September 1997                         |
| GEBURTSORT       | Baden-Württemberg                          |